# Breitbart News
Breitbart News Network (obecně známý jako Breitbart News, Breitbart nebo Breitbart.com) je americký extrémně pravicový zpravodajský portál, nabízející vlastní názory a komentáře, založený roku 2007 americkým konzervativním novinářem a komentátorem Andrewem Breitbartem, který jej definoval jako "Huffington Post pravice". Žurnalisté, pracující pro Breitbart News, jsou částí veřejnosti a jinými názorovými proudy považováni za ideologicky motivované. Některé materiály, publikované tímto zpravodajským webem, byly nazvány xenofobními a rasistickými nejen liberály, ale i některými tradičními konzervativci. Tento web také publikoval řadu konspiračních teorií a cíleně zavádějících příběhů.
Breitbart News se profiloval jako extrémně pravicový pod managementem výkonného předsedy správní rady Steva Bannona. který tuto webovou stránku definoval v roce 2016 jako "platformu pro alternativní pravici". V roce 2016 se Breitbart News staly jedním z center podpory prezidentské kampaně Donalda Trumpa. Management společnosti, spolu s bývalým zaměstnancem Milo Yiannopoulosem, vyhledával nápady a inspiraci pro své články od některých neonacistických a tzv. white supremacist skupin a individuí. Steve Bannon však z portálu Breitbart News posléze odešel a stal se na určitou dobu poradcem zvoleného 45. prezidenta USA Donalda Trumpa pro otázky bezpečnosti.
Po volbách 2016 více než 2000 organizací odmítlo vysílání své reklamy na Breitbart News poté, co proběhla internetová aktivistická kampaň, odmítající kontroverzní názorové pozice tohoto webu.
Breitbart News sídlí v kalifornském Los Angeles. Má pobočky v Texasu, Londýně a v Jeruzalémě. Spoluzakladatel Larry Solov je spolumajitelem, a to spolu s vdovou po Andrewovi Breitbartovi Susie Breitbartovou a rodinou Mercerů, zároveň je generálním ředitelem, Alex Marlow je šéfredaktorem.